# Jyutping
Lo jyutping (粵拼T, 粤拼S, YuèpīnP, talvolta scritto jyutpin) è un sistema di romanizzazione per il cantonese standard sviluppato dalla Linguistic Society of Hong Kong (LSHK, "Società linguistica di Hong Kong") nel 1993. Il suo nome ufficiale è The Linguistic Society of Hong Kong Cantonese Romanization Scheme ("Schema di romanizzazione del cantonese della Società linguistica di Hong Kong"). La LSHK promuove l'uso di questo sistema di romanizzazione.
Il nome jyutping (esso stesso la romanizzazione jyutping del nome cinese, 粵拼) è una contrazione composta dai primi caratteri cinesi dei termini jyut jyu (粵語, che significano "lingua yue", cioè la lingua cantonese) e ping jam (拼音 "alfabeto fonetico").
(Notare che la "j" usata da questo sistema di romanizzazione è la "j" usata dall'IPA, che è equivalente alla i semivocalica dell'italiano e alla y usata dai parlanti inglesi o dalla maggior parte dei sistemi di romanizzazione del cinese.)

## Iniziali
| b /p/ 巴   | p /pʰ/ 怕   | m /m/ 媽  | f /f/ 花 |          |
| d /t/ 打   | t /tʰ/ 他   | n /n/ 那  |          | l /l/ 啦 |
| g /k/ 家   | k /kʰ/ 卡   | ng /ŋ/ 牙 | h /h/ 蝦 |          |
| gw /kʷ/ 瓜 | kw /kʰʷ/ 誇 |           |          | w /w/ 蛙 |
| z /ts/ 渣  | c /tsʰ/ 叉  |           | s /s/ 沙 | j /j/ 也 |

## Finali
| aa /aː/ 沙 | aai /aːi/ 徙 | aau /aːu/ 梢   | aam /aːm/ 三   | aan /aːn/ 山 | aang /aːŋ/ 坑 | aap /aːp/ 圾   | aat /aːt/ 剎 | aak /aːk/ 客 |
|            | ai /ɐi/ 西   | au /ɐu/ 收     | am /ɐm/ 心     | an /ɐn/ 新   | ang /ɐŋ/ 笙   | ap /ɐp/ 濕     | at /ɐt/ 失   | ak /ɐk/ 塞   |
| e /ɛː/ 些  | ei /ei/ 四   | eu /ɛːu/ 掉(*) | em /ɛːm/ 舐(*) |              | eng /ɛːŋ/ 鄭  | ep /ɛːp/ 夾(*) |              | ek /ɛːk/ 石  |
| i /iː/ 詩  |              | iu /iːu/ 消    | im /iːm/ 閃    | in /iːn/ 先  | ing /ɪŋ/ 星   | ip /iːp/ 攝    | it /iːt/ 洩  | ik /ɪk/ 識   |
| o /ɔː/ 疏  | oi /ɔːi/ 開  | ou /ou/ 蘇     |                | on /ɔːn/ 看  | ong /ɔːŋ/ 桑  |                | ot /ɔːt/ 喝  | ok /ɔːk/ 索  |
| u /uː/ 夫  | ui /uːi/ 灰  |                |                | un /uːn/ 寬  | ung /ʊŋ/ 鬆   |                | ut /uːt/ 闊  | uk /ʊk/ 叔   |
| oe /œː/ 鋸 |              |                |                |              | oeng /œːŋ/ 商 |                |              | oek /œːk/ 削 |
|            | eoi /ɵy/ 需  |                |                | eon /ɵn/ 詢  |               |                | eot /ɵt/ 摔  |              |
| yu /yː/ 書 |              |                |                | yun /yːn/ 孫 |               |                | yut /yːt/ 雪 |              |
|            |              |                | m /m̩/ 唔       |              | ng /ŋ̩/ 吳     |                |              |              |

- Le finali m ed ng si possono usare soltanto come sillabe nasali a sé stanti.
- (*) Riferito alla pronuncia colloquiale di queste parole.

## Toni
Ci sono nove toni in sei distinti contorni tonali in cantonese. Tuttavia, poiché tre dei nove sono toni entranti (入聲), che appaiono solo nelle sillabe terminanti con p, t e k, essi non hanno numeri di tono distinti nello jyutping (anche se li hanno nello yale; questi sono mostrati tra parentesi nella tabella sottostante).
| Nome del tono             | Jam1 ping4 (陰平)             | Jam1 soeng5 (陰上) | Jam1 heoi3 (陰去) | Joeng4 ping4 (陽平) | Joeng4 soeng5 (陽上) | Joeng4 heoi3 (陽去) | Soeng6 jam1 jap6 (上陰入) | Haa6 jam1 jap6 (下陰入) | Joeng4 jap6 (陽入)   |
| ------------------------- | ----------------------------- | ------------------ | ----------------- | ------------------- | -------------------- | ------------------- | ------------------------- | ----------------------- | -------------------- |
| Numero del tono           | 1                             | 2                  | 3                 | 4                   | 5                    | 6                   | 1 (7)                     | 3 (8)                   | 6 (9)                |
| Nome del tono in italiano | alto piano o alto discendente | medio ascendente   | medio piano       | basso discendente   | basso ascendente     | basso piano         | entrante alto piano       | entrante medio piano    | entrante basso piano |
| Contorno                  | 55 / 53                       | 35 / 25            | 33                | 21 / 11             | 13 / 23              | 22                  | 5                         | 3                       | 2                    |
| Esempio di caratteri      | 分                            | 粉                 | 訓                | 焚                  | 奮                   | 份                  | 忽                        | 發                      | 佛                   |
| Esempio                   | fan1                          | fan2               | fan3              | fan4                | fan5                 | fan6                | fat1                      | faat3                   | fat6                 |

## Confronto con la romanizzazione yale
I sistemi di romanizzazione del cantonese jyutping e yale rappresentano le pronunce cantonesi con le stesse lettere in:
- Le iniziali: b, p, m, f, d, t, n, l, g, k, ng, h, s, gw, kw, w.
- Le vocali: aa (eccetto quando è usta da sola), a, e, i, o, u,yu.
- Le consonanti nasali: m, ng.
- Le code: i, u, m, n, ng, p, t, k.

Ma presentano differenze nelle seguenti eccezioni:
- Le vocali eo e oe rappresentano rispettivamente /ɵ/ e /œː/ nello jyutping, mentre la eu rappresenta entrambe le vocali nello yale.
- L'iniziale j rappresenta /j/ nello jyutping mentre invece nello yale si usa la y.
- L'iniziale z rappresenta /ts/ nello jyutping mentre invece nello yale si usa la j.
- L'iniziale c rappresenta /tsʰ/ nello jyutping mentre invece nello yale si usa la ch.
- Nello jyutping, se nessuna consonante precede la vocale yu, allora l'iniziale j si attacca prima della vocale. Nello yale, l'iniziale corrispondente y non si attacca mai prima di yu in nessuna circostanza.
- Lo jyutping definisce tre finali non presenti nello yale: eu /ɛːu/, em /ɛːm/, ed ep /ɛːp/. Queste tre finali si usano in parole cantonesi colloqueili, come deu6 (掉), lem2 (舐) e gep6 (夾).
- Per rappresentare i toni, nello jyutping si usano soltanto numeri tonali, mentre lo yale usa in origine segni tonali insieme alla lettera h (sebbene i numeri tonali possano essere usati anche nello yale).

## Confronto con il pinyin del cantonese standard
Lo jyutping e il pinyin del cantonese standard rappresentano le pronunce del cantonese con le stesse lettere in:
- Le iniziali: b, p, m, f, d, t, n, l, g, k, ng, h, s, gw, kw, j, w.
- Le vocali: aa, a, e, i, o, u.
- Le consonanti nasali: m, ng.
- Le code: i (tranne quando è la coda /y/ nello jyutping), u, m, n, ng, p, t, k.

Ma hanno alcune differenze:
- Le vocali oe rappresentano /ɵ/ e /œː/ nel pinyin del cantonese standard, mentre la eo e la oe rappresentano rispettivamente /ɵ/ e /œː/ nello jyutping.
- La vocale y rappresenta /y/ nel pinyin del cantonese standard, mentre nello jyutping si usano sia yu (uso nel nucleo) che i (uso nella coda).
- L'iniziale dz rappresenta /ts/ nel pinyin del cantonese standard, mentre invece nello jyutping si usa z.
- L'iniziale ts rappresenta /tsʰ/ nel pinyin del cantonese standard, mentre invece nello jyutping si usa c.
- Per rappresentare i toni, di solito nel pinyin del cantonese standard si usano i numeri da 1 a 9 (come nello yale), anche se è accettabile sostituire 1, 3 e 6 al posto di 7, 8e 9. Tuttavia, nello jyutping si usano soltanto i numeri da 1 a 6.

## Esempio
| Tradizionale | semplificato | Romanizzazione   |
| ------------ | ------------ | ---------------- |
| 廣州話       | 广州话       | gwong2 zau1 waa2 |
| 粵語         | 粤语         | jyut6 jyu5       |
| 你好         | 你好         | nei5 hou2        |

Pronuncia in una vecchia poesia cinese:
| 春曉 孟浩然  | Ceon1 Hiu2 Maang6 Hou6jin4 |
| 春眠不覺曉， | Ceon1 min4 bat1 gok3 hiu2, |
| 處處聞啼鳥。 | cyu3 cyu3 man4 tai4 niu5.  |
| 夜來風雨聲， | Je6 loi4 fung1 jyu5 sing1, |
| 花落知多少？ | faa1 lok6 zi1 do1 siu2?    |

## Metodi di immissione dello jyutping
Il metodo jyutping (cinese tradizionale: 粵拼輸入法) si riferisce ad una famiglia di metodi di immissione informatica (input) basati sul sistema di romanizzazione jyutping.
Il metodo jyutping consente ad un utente di immettere caratteri cinesi inserendo lo jyutping di un carattere cinese (con o senza tono, a seconda del sistema) e poi di presentare allìutente stesso un elenco di possibili caratteri con quella pronuncia.

### Elenco di metodi fonetici per il cantonese
- Lista di IME del cantonese di Yahoo, su hk.dir.yahoo.com.
- Metodo di immissione del cantonese in linea (網上廣東話輸入法)
- MDBG, su mdbg.net.
- CantoInput, su home.comcast.net. URL consultato il 4 settembre 2010 (archiviato dall'url originale il 15 ottobre 2007).
- CantonIM per Macintosh macOS
- Red Dragonfly, su hku.hk.
- LSHK Jyutping per Macintosh macOS and OS 9 (La pagina comprende anche l'immissione yale versione 0.2)
- Smart Jyutping IME, su langcomp.com.hk.
- Metodo di immissione del cinese Waisek (緯石廣東話拼音中文輸入法)
- http://lshk.ctl.cityu.edu.hk/[collegamento interrotto] (輕鬆粵語輸入法)
- Fonetica semplificata? (粵語簡拼輸入法)
- Microsoft Office Hong Kong Cantonese IME (微軟香港粵語輸入法)